# Kioto
Kioto (jap. 京都市 Kyōto-shi; dosł. miasto stołeczne) – miasto w zachodniej części japońskiej wyspy Honsiu, stolica prefektury Kioto, dawna stolica Japonii i siedziba cesarza. Kioto jest częścią obszaru metropolitalnego Keihanshin (jap. 京阪神) zamieszkiwanego przez ok. 18 mln osób.

## Historia

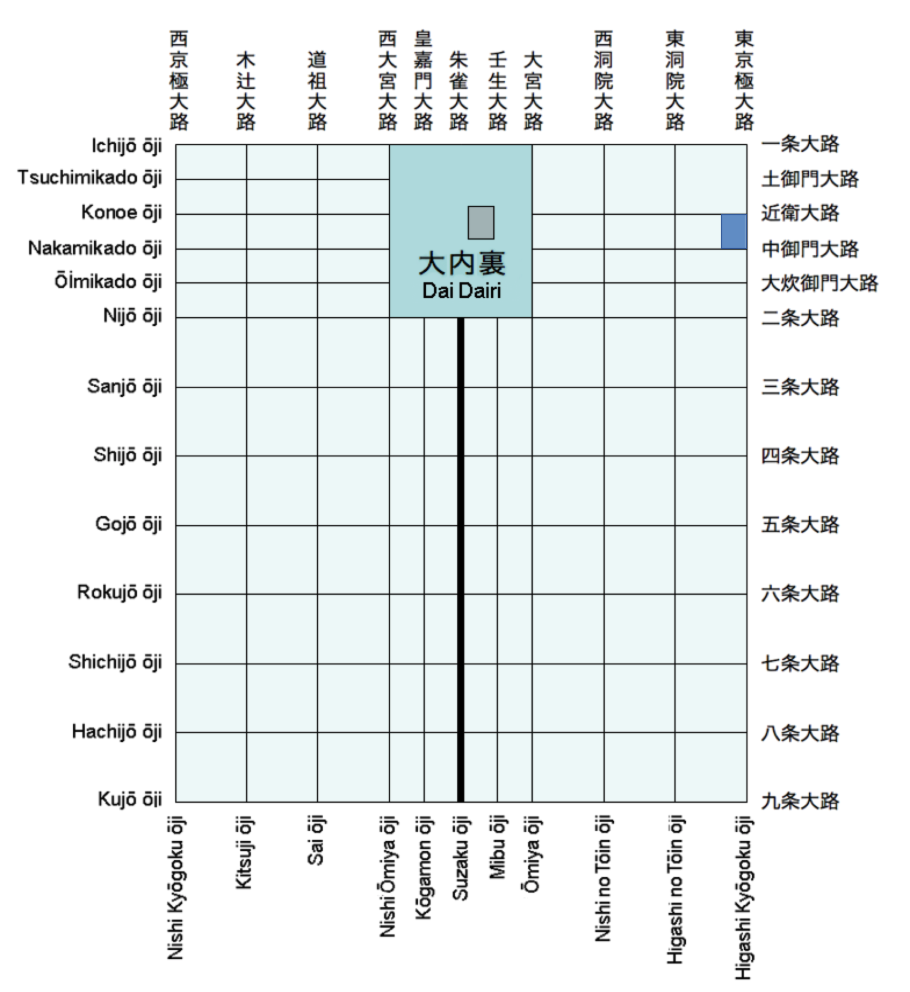
Schemat rozplanowania Heian-kyō

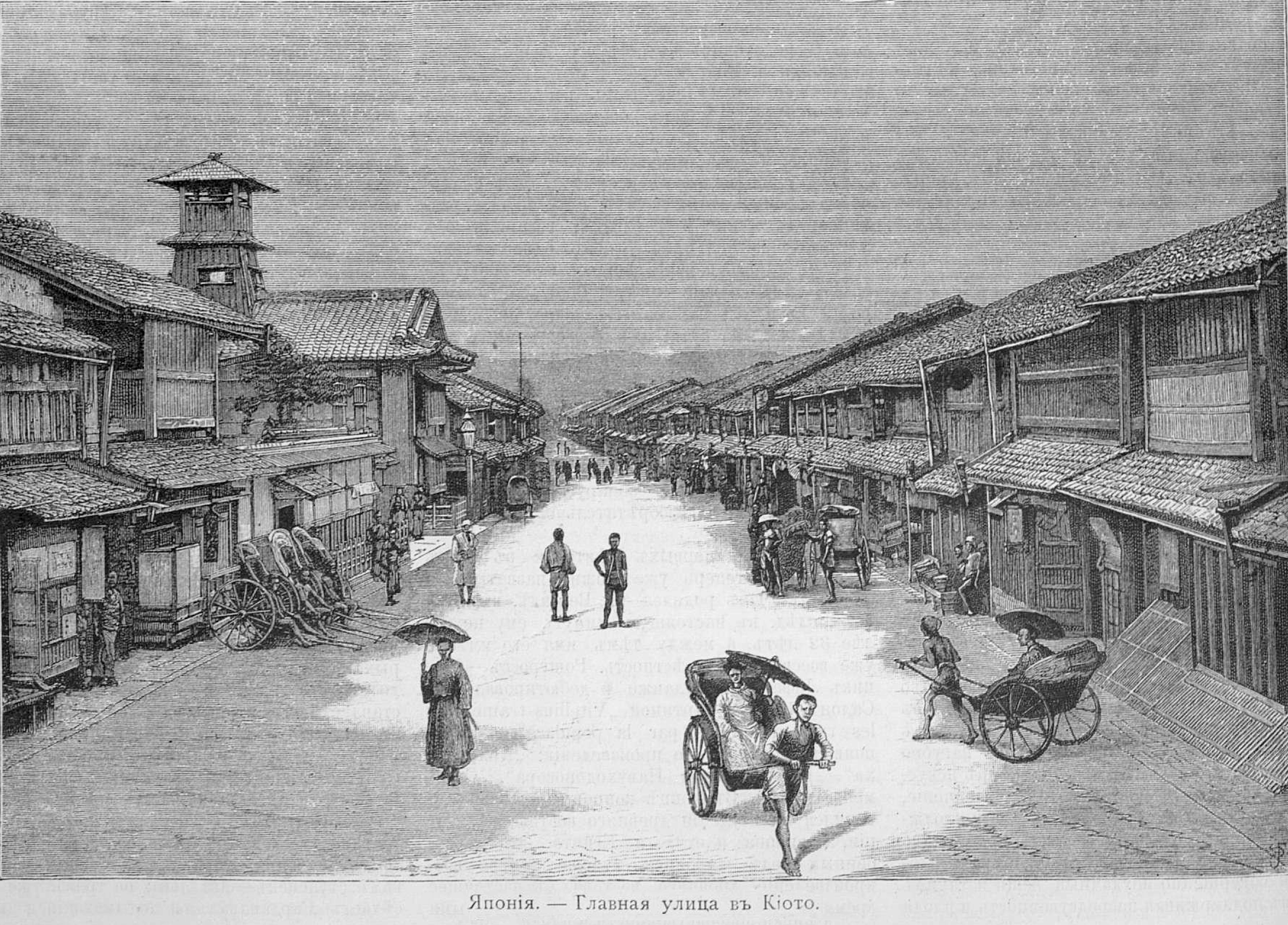
Kioto, główna ulica, 1891 rok

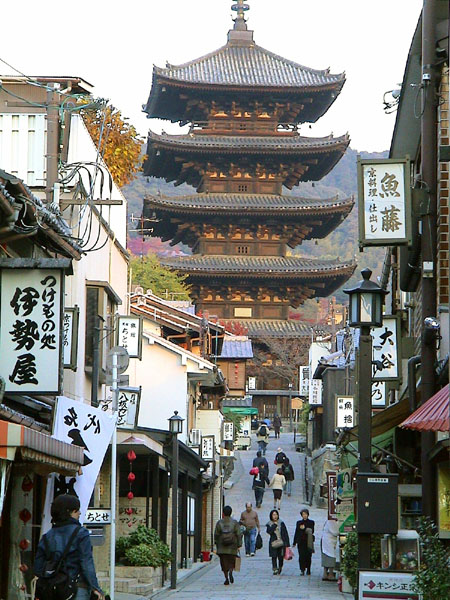
Pagoda Yasakano-tō w perspektywie ulica w dzielnicy Gion w starej części Kioto

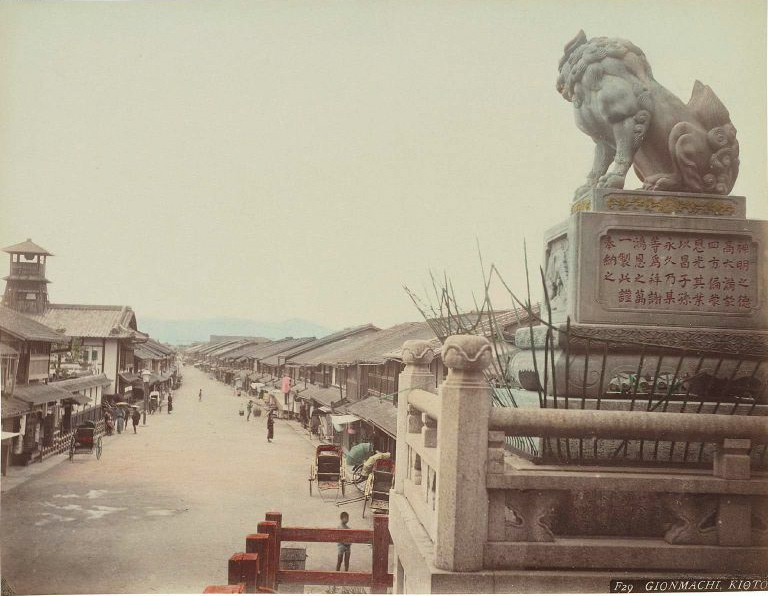
Zdjęcie Kioto wykonane około 1886 roku (ręcznie malowane)

Pomimo dowodów archeologicznych na istnienie pierwszych osad na wyspach japońskich około 10 tys. lat p.n.e., stosunkowo niewiele wiadomo na temat działań ludzi na tych terenach przed VI wiekiem. W VIII wieku, kiedy silne duchowieństwo buddyjskie zaczęło mieszać się w sprawy rządu, cesarz postanowił przenieść stolicę do regionu bez wpływów buddyjskich.
Nowe miasto, Heian-kyō (jap. 平安京 Stolica Pokoju i Spokoju), zostało siedzibą dworu cesarskiego w 794 r. na polecenie cesarza Kammu, który zdecydował się opuścić Nagaokę, krótkotrwałą siedzibę dworu po porzuceniu Nary. Później nazwa miasta została zmieniona na Kyōto („Stolica”). Odtąd miasto nieprzerwanie przez ponad tysiąc lat było ośrodkiem wyrafinowanej, dworskiej kultury, raz tracąc, a raz zyskując rzeczywistą rolę stołeczną za sprawą zmieniających siedzibę siogunów, od 1192 r. rzeczywistych władców kraju.
Pierwszy okres rozkwitu miasta przypada na trzysta lat po założeniu, w szczególności w okresie dominacji rodu Fujiwara (tzw. właściwy okres Heian, X–XI w.).
Miasto w VIII w. zostało wzniesione na planie prostokąta o bokach 5 km (NS) i 4 km (WZ), pociętego regularną siatką ulic (teren obecnych dzielnic: Nakagyō-ku, Shimogyō-ku i Kamigyō-ku). Większe z nich zostały ponumerowane: północną granicą miasta była dzisiejsza Ichijō-dōri („Pierwsza ulica”), a południową – dzisiejsza Kujō-ōji („Dziewiąta aleja”). W układzie przestrzennym naśladowano starożytną chińską stolicę z okresu dynastii Tang, Chang’an (obecnie Xi’an), w zgodzie z tradycyjną chińską geomancją, z Pałacem Cesarskim położonym na północy i zwróconym na południe. Orientacja Pałacu jest przyczyną, dla której Sakyō-ku („Lewa Stolica”) jest na wschodzie, a Ukyō-ku („Prawa Stolica”) – na zachodzie.
Pierwotnie Pałac znajdował się na północ od zamku siogunów Nijō-jō, w obrębie którego wypadłby południowo-wschodni narożnik kompleksu. Sama siedziba cesarska składała się z ufortyfikowanego prostokąta Wielkiego Pałacu (Daidairi), w obrębie którego osiowo umieszczono zespół urzędowy Chōdō-in, na zachód od niego zespół recepcyjny Buraku-in, a na północ – Pałac Wewnętrzny (Dairi).
Oś Pałacu wyznaczała ulica, szeroka na 85 m Suzaku-ōji, rozpoczynająca się od bramy Suzaku-mon Wielkiego Pałacu, a zamknięta od południa bramą Rashō-mon (przy Kujō-ōji). Dzisiaj śladem tej ulicy biegnie Sen-bon-dōri. Pozostałością dawnego układu jest świątynia Tō-ji, czyli „wschodnia”, choć leży ona na zachód od dzisiejszej głównej osi miasta. Miasto pełne było świątyń buddyjskich i chramów shintō, pałaców i rezydencji otoczonych ogrodami. W XII w. Kioto liczyło prawie pół miliona mieszkańców.
Pałac Cesarski ulegał często pożarom. Po opuszczeniu przez monarchę w 1177 r., popadł w ruinę i nie zachował się. Z czasem również układ przestrzenny Heian-kyō uległ zatarciu.

### Okres Muromachi
Na okres Muromachi przypada ewolucja układu przestrzennego miasta. Stopniowo zagospodarowywano wschodni (lewy) brzeg rzeki Kamo, która stawała się w ten sposób jego osią. Jednocześnie zachodnia połowa układu dawnego Heian-kyō została opuszczona, do czego przyczyniły się liczne pożary, trzęsienia ziemi, a ponadto czynniki naturalne: teren okazał się podmokły i był zalewany podczas powodzi. Miasto przesunęło się zatem na część wschodnią dawnego układu i wykroczyło poza jego granice, stwarzając układ wyciągnięty południkowo.
W 1378 r. do dzielnicy Muromachi przeniósł się dwór sioguna Yoshimitsu Ashikagi, który był wybitnym znawcą i mecenasem sztuki. Miasto zawdzięcza mu m.in. rezydencję „Złoty Pawilon” (Kinkaku-ji) – jeden z najbardziej znanych zabytków Kioto.
Miasto zostało doszczętnie zniszczone w czasie wojny Ōnin w latach 1467–1477 i nie podniosło się z upadku aż do połowy XVI wieku. Liczba ludności wynosząca pierwotnie 900 tys. osób w wyniku wojny zmalała do 40 tys. Natychmiast po ustaniu wojny siogun Yoshimasa Ashikaga (prawnuk Yoshimitsu), nie bacząc na stan kraju i miasta, przystąpił do wznoszenia nowych siedzib – powstał wówczas „Srebrny Pawilon” (Ginkaku-ji). Upowszechnienie się ascetycznej filozofii zen zaowocowało nowymi trendami w architekturze i ogrodnictwie. Ich wyrazem jest ogród suchego krajobrazu przy świątyni Ryōan-ji.

### Okres Azuchi-Momoyama
Ze wspaniałością rezydencji kontrastował wygląd samego miasta. Hiszpański misjonarz, św. Franciszek Ksawery, w 1550 r. opisał je tak: „Dzisiaj większa część Kioto jest w ruinie spowodowanej wojnami. Wielu ludzi mówiło nam, że kiedyś było w nim 80 tys. domów. Wydaje mi się, że było tak naprawdę, sądząc z wielkich rozmiarów tego miasta”.
Nawet jednak nastanie silnych rządów Nobunagi Ody w 1568 nie przyniosło spokoju. Nowy władca, dążąc do złamania oporu, spalił północną część miasta i zrównał z ziemią klasztor Enryaku-ji wojowniczych mnichów na górze Hiei (zginęło ok. 25 tys. ludzi, 1571). Główną siedzibą Nobunagi stało się nie Kioto, ale nowo wzniesiony zamek Azuchi nad jeziorem Biwa. Walcząc z dominacją buddyzmu, Nobunaga popierał chrześcijaństwo. W 1576 w Kioto powstał pierwszy kościół, a w 1613. było w mieście 5–6 tys. wyznawców.
Następca Nobunagi, Hideyoshi Toyotomi, bywa uznawany za drugiego założyciela Kioto. Po dalszym jednoczeniu kraju i stłumieniu tlącej się rebelii klanów, Hideyoshi od 1585 zajął się odbudową miasta i objął je swoim artystycznym mecenatem. Wytyczono na nowo granice miasta. Do 1591 umocniono je fortyfikacjami ziemnymi i fosą. Przebudowano mosty, których drewniane konstrukcje oparto tym razem na murowanych filarach. Na terenach dawnego pałacu cesarskiego Hideyoshi wzniósł nową siedzibę, Jurakudai (dosł. „Pałac Zgromadzonych Przyjemności”), która obejmowała pawilony picia herbaty, ogrody wiśniowe, sceny dla teatru nō. Dziełem koronującym stało się wzniesienie 37-metrowego posągu Buddy w świątyni Hōkō-ji.

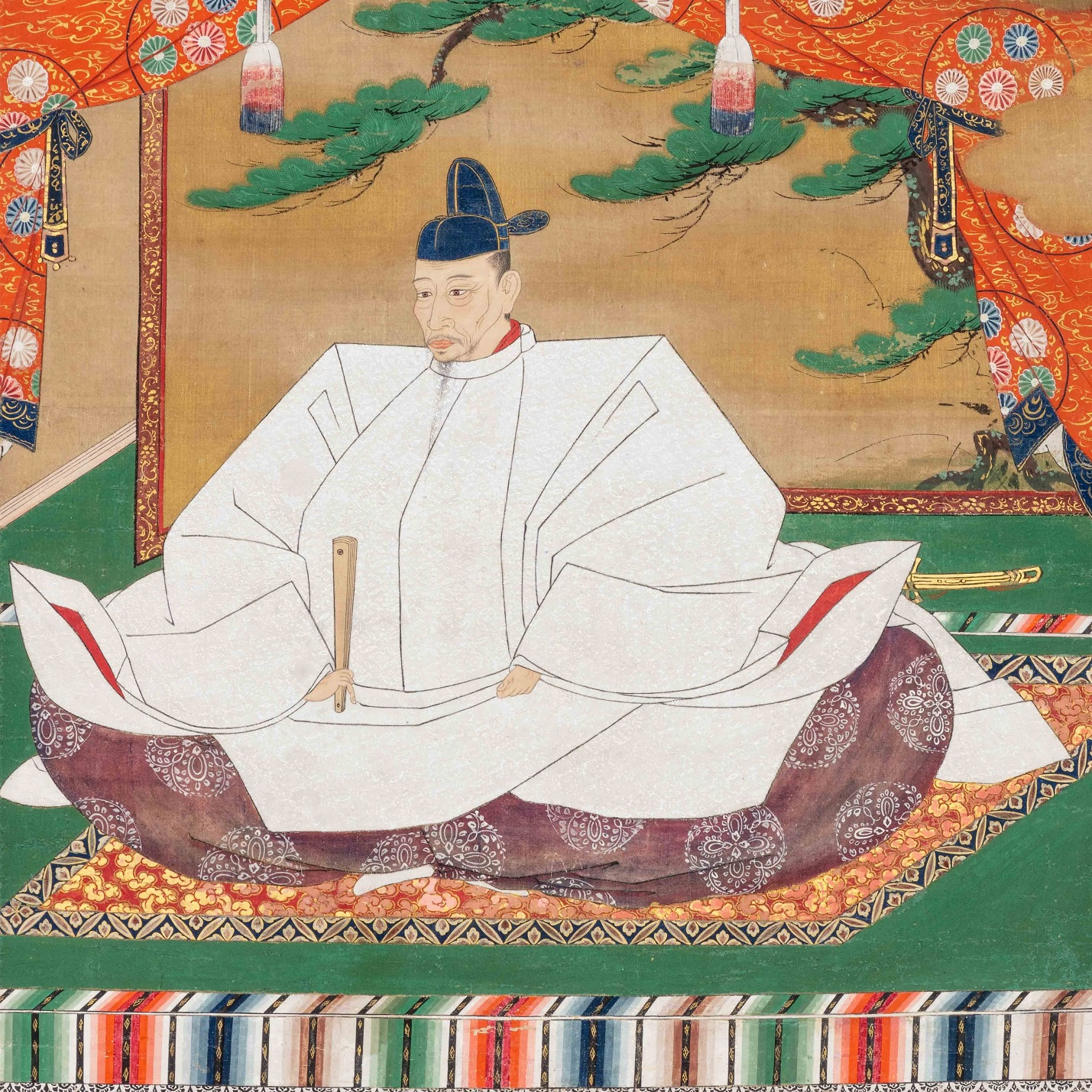
Hideyoshi Toyotomi

Wzniesienie w końcu XVI w. dla Hideyoshiego zamku Fushimi-Momoyama na wzgórzach, na południowy wschód od miasta, spowodowało urbanizację obszaru leżącego na równinie na północ od rzeki Uji, dając początek intensywnie zabudowanej dzielnicy Momoyama. Aż do XIX w. pozostawała ona przestrzennie wyizolowana od głównej struktury Kioto. Strefa podmiejska również obfitowała w ważne obiekty: głośne przyjęcie z okazji kwitnienia wiśni (sakura) Hideyoshi urządził w 1598 w rozbudowanej przez siebie świątyni Daigo-ji w Fushimi, po wschodniej stronie wzgórz Higashiyama. Hideyoshiego, kampaku (regenta), czci się do dzisiaj w specjalnie wzniesionym w 1599 – obok Hōkō-ji – chramie Toyokuni-jinja (inaczej Hōkoku-jinja).
Żadna z rezydencji Hideyoshiego – ani miejska, ani podmiejska – nie przetrwała (resztki wyposażenia Jurakudai zachowały się w świątyni Nishi Hongan-ji). Wielki posąg Buddy został zniszczony w trzęsieniu ziemi. Tym niemniej, jego panowaniu miasto zawdzięcza wiele ze swojego obecnego ukształtowania.

### Okres Edo
W latach 1601–1629 Ieyasu Tokugawa, który mianował się siogunem w 1603, zbudował ufortyfikowaną rezydencję, Nijō-jō, ale rzadko pokazywał się w Kioto, obrawszy za swoją stolicę Edo.
Ostatnia wizyta sioguna miała miejsce w 1634, po czym nikt nie pojawił się w stolicy cesarskiej przez następne 220 lat. Kioto pozostawało siedzibą dworu cesarskiego, liczącego około 200 rodzin, mieszkających w obrębie parku cesarskiego Sentō Gosho. Cesarz i dwór byli wystarczającą siłą, aby miasto było nadal ważnym ośrodkiem sztuki, rzemiosła artystycznego i kultury dworskiej.
Książę Toshihito zbudował podmiejską willę Katsura, miejsce spotkań artystów i poetów. Z przeszłości czerpali artyści Szkoły Rinpa, rozwijającej się w Kioto do początków XVIII w., tworzący bogato złocone kompozycje na parawanach, wachlarzach, kartach albumów – obecnie dopatrywać się w nich można inspiracji dla europejskiej secesji.
Wyroby artystyczne z Kioto cieszyły się najlepszą reputacją w kraju, dzięki czemu w mieście rozwijała się produkcja rzemieślnicza. Niemiecki podróżnik Engelbert Kaempfer w swojej „Historii Japonii” (1693) tak pisze: „Miyako (pol. stolica) jest wielkim magazynem wszystkich japońskich wytwórców i produktów, jest głównym miastem kupieckim cesarstwa. W wielkiej stolicy nie ma prawie domu, w którym coś nie byłoby wytwarzane lub sprzedawane. Tutaj czyszczą miedź, wybijają monetę, drukują książki, tkają najbogatsze materiały w złote i srebrne kwiaty. Najlepsze i najrzadsze barwniki, najwykwintniejsze reliefy, wszystkie rodzaje instrumentów muzycznych, obrazy, japońskie meble, wszystkie rodzaje rzeczy wykute w złocie i innych metalach, szczególnie ze stali – jak najostrzejsze klingi oraz inna broń, wytwarzane są tutaj z największą doskonałością, podobnie jak najbogatsze suknie, najlepsza moda, wszystkie rodzaje zabawek, lalek poruszających głowami, jak również niezliczone inne rzeczy, których za wiele by wymieniać. Po prostu – nie ma nic, o czym by się pomyślało, czego by nie dało się znaleźć w Miyako; nie ma nic zagranicznego, jakkolwiek wspaniale zrobionego, czego by jakiś artysta w tej stolicy nie podjął się imitować”.
Także popularność ceremonii picia herbaty przyczyniła się do rozwoju rzemiosł. Przy moście Sanjō-ōhashi mogło funkcjonować aż 70 zakładów produkujących czajniki i inne naczynia metalowe. Wyrabiano przedmioty pokrywane laką, ta z Kioto miała charakterystyczny czarny odcień. Okoliczne plantacje bambusów uczyniły z miasta ośrodek produkcji bambusowych waz, ogrodzeń i charakterystycznych parasoli. Szczególnie rozwijała się ceramika Kenzan i tekstylia Yuzen.
Dzielnica wytwórców kolorowej ceramiki kiyomizu-yaki powstała ok. 1615 na stoku przy świątyni Kiyomizu-dera. Kioto produkowało też charakterystyczne „cienkie” odmiany sake i delikatne tofu. Nakazany przez siogunat powrót do buddyjskiej religijności przyniósł rozwój wytwórczości rozmaitych artystycznych dewocjonaliów. Około 5 tys. wytwórców trudniło się na przełomie XVII i XVIII w. produkcją włókienniczą. W 1781 było 2500 krosien, w 1877 – 7839. „Markowym” wytworem Kioto stały się bogato zdobione pasy do kimon – obi. Produkcja włókiennicza koncentrowała się w dzielnicy Nishijin, rozciągającej się na północnym zachodzie miasta (obszar dzisiejszych dzielnic Kamigyō-ku i Kita-ku).
Rzeka Kamo stanowiła drogę dla towarów. W okolicy Maruta-machi wyładowywano drewno sprowadzane z lasów w górach. W Kiya-machi, w głębi miasta, było ono cięte dla potrzeb budownictwa. Na nabrzeżach handlowano towarami przywiezionymi z Osaki. Doprowadzeniu materiałów i towarów do Kiya-machi służył kanał żeglowny Takase, zbudowany wzdłuż Kiya-machi-dōri w 1611, długości ok. 13 km. Kanał przebiega równolegle do rzeki Kamo.
Zabudowę mieszczańską tworzyły machiya (domy kupców), piętrowe drewniane domy, mieszczące od frontu sklepy, od tyłu mieszkania. Ponieważ fasady musiały – z nakazu siogunów – być skromne, inwencja właścicieli przejawiała się w urządzaniu wewnętrznych ogrodów, inspirowanych sztuką ogrodową pawilonów picia herbaty. Wzrost bogactwa mieszczan spowodował wznoszenie w głębi posesji ognioodpornych i niepodatnych na wilgoć magazynów-skarbczyków.
Nad rzeką Kamo, na jej terenie zalewowym (zwolnionym od podatków), w okolicy mostu Shijō-ōhashi, na początku XVII w. powstały improwizowane sceny teatralne. Ukształtował się tam teatr kabuki. Dzielnica teatralna obrosła licznymi herbaciarniami, które stanowiły jeden z najbardziej ożywionych fragmentów miasta. Herbaciarnie w dzielnicy Gion, powstały dla obsługi pielgrzymów przybywających do chramu Yasaka. Dały one początek kulturze gejsz.
Dzielnica rozrywki, Shimabara, położona bezpośrednio na zachód od Nishi Hongan-ji, została przeniesiona ok. 1641 z okolic pałacu cesarskiego (zamknięta w 1958).

### Okres Meiji
Kioto pozostało formalną stolicą Japonii aż do restauracji Meiji w 1868, gdy zlikwidowano siogunat, a cesarz i rząd przenieśli się do Edo. Po zmianie nazwy Edo na Tokio („Wschodnia Stolica”), Kioto było przez krótki czas znane jako Saikyō („Zachodnia Stolica”).
Kolej żelazna przybyła do Kioto w 1876 jako linia państwowa doprowadzona z Kobe i Osaki. Ukończenie linii Tōkaidō do Tokio nastąpiło w 1889. W 1895 otwarto w Kioto pierwszą japońską linię tramwaju elektrycznego.

### Czasy najnowsze
| Dane historyczne | Dane historyczne | Dane historyczne |
| Rok              | Ludność          | Zm., %           |
| ---------------- | ---------------- | ---------------- |
| 1650             | 430 000          | –                |
| 1750             | 370 000          | −14%             |
| 1850             | 290 000          | −21,6%           |
| 1889             | 279 165          | −3,7%            |
| 1900             | 371 600          | 33,1%            |
| 1920             | 591 323          | 59,1%            |
| 1940             | 1 089 726        | 84,3%            |
| 1960             | 1 419 165        | 30,2%            |
| 1980             | 1 473 065        | 3,8%             |
| 2000             | 1 467 785        | −0,4%            |
| 2020             | 1 463 723        | −0,3%            |
| [ 9 ] [ 10 ]     |                  |                  |

Pod koniec II wojny światowej Stany Zjednoczone rozważały zrzucenie na Kioto bomby atomowej, ostatecznie jednak miasto zostało usunięte z listy celów.
1 września 1956 Kioto zostało miastem oznaczonym rządowym rozporządzeniem.
W 1964 r. otwarto połączenie super szybkiej kolei (Shinkansen) łączącej miasto z Tokio i Osaką. Pierwszą kolej podziemną – tunel dla Hankyū – zbudowano w 1963, pierwszą linię metra miejskiego otwarto w 1981. W międzyczasie, w 1978, zamknięto miejską sieć tramwajową.
W 1997 r. w Kioto odbyła się międzynarodowa konferencja, której efektem było podpisanie Protokołu z Kioto w sprawie redukcji emisji gazów powodujących efekt cieplarniany.
W 2013 roku w Kioto zmarł Jirōemon Kimura (rekordzista długości życia mężczyzn).

## Geografia

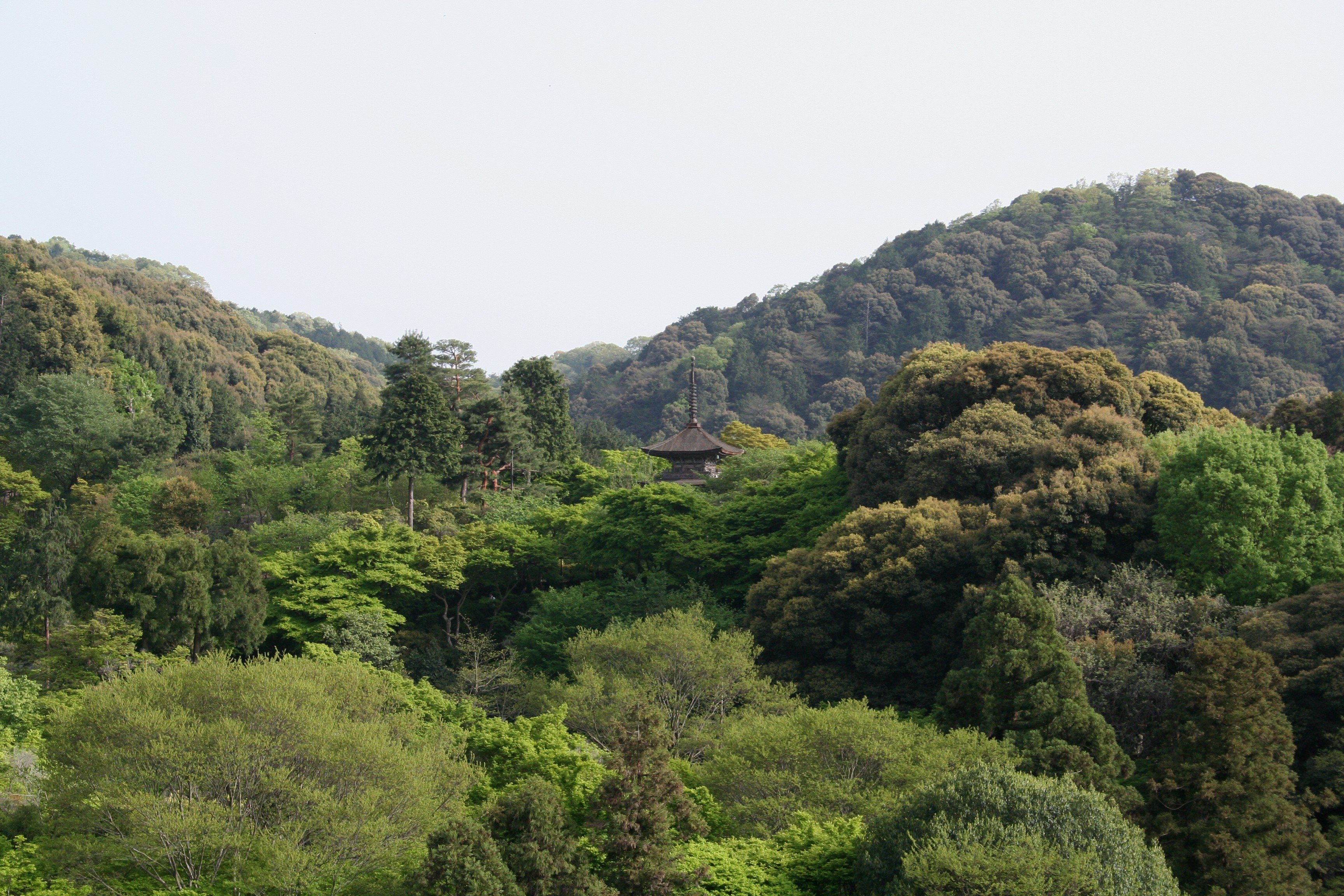
Wzgórza w okolicy świątyni Kiyomizu

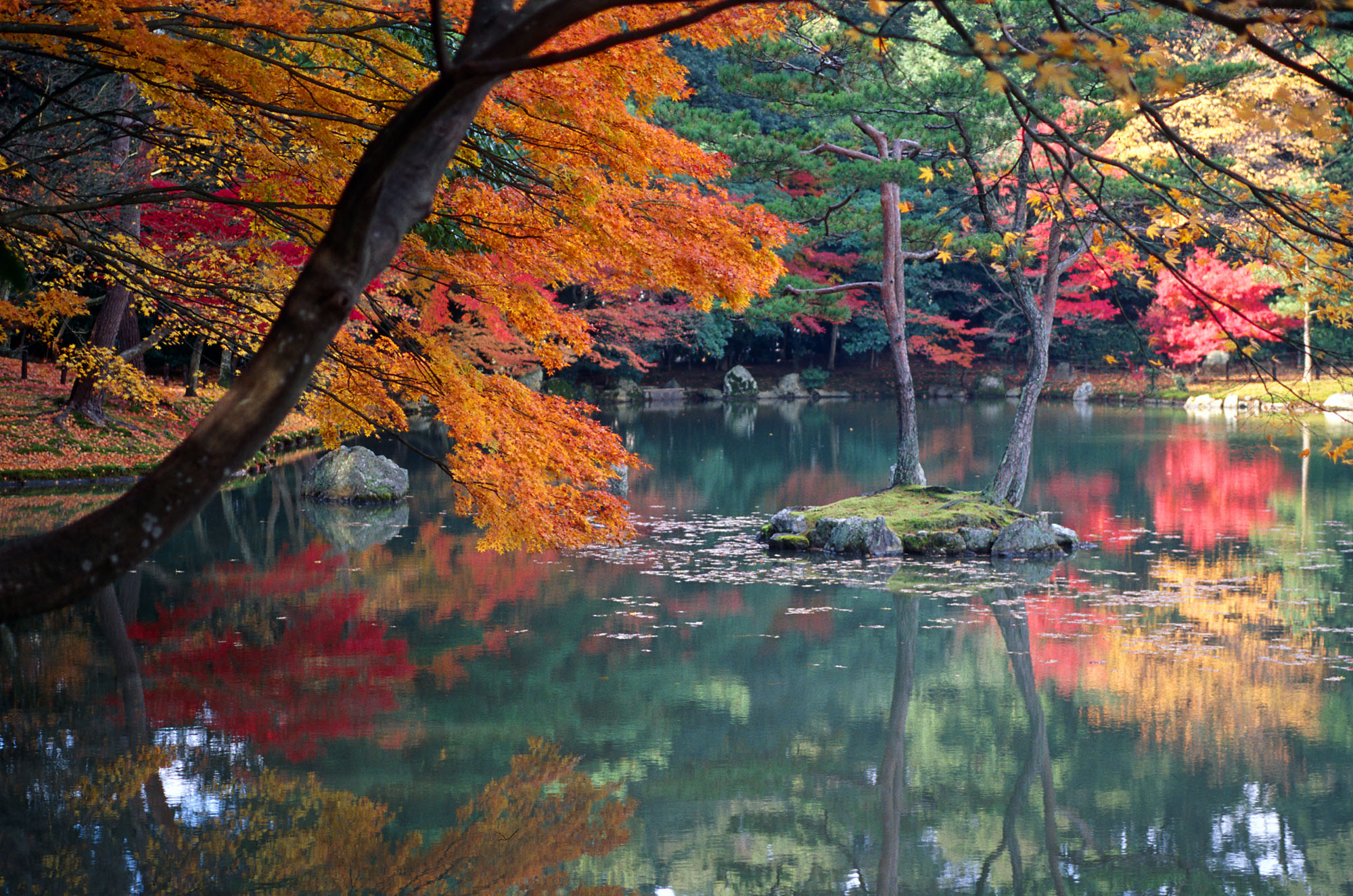
Jesień w Kioto

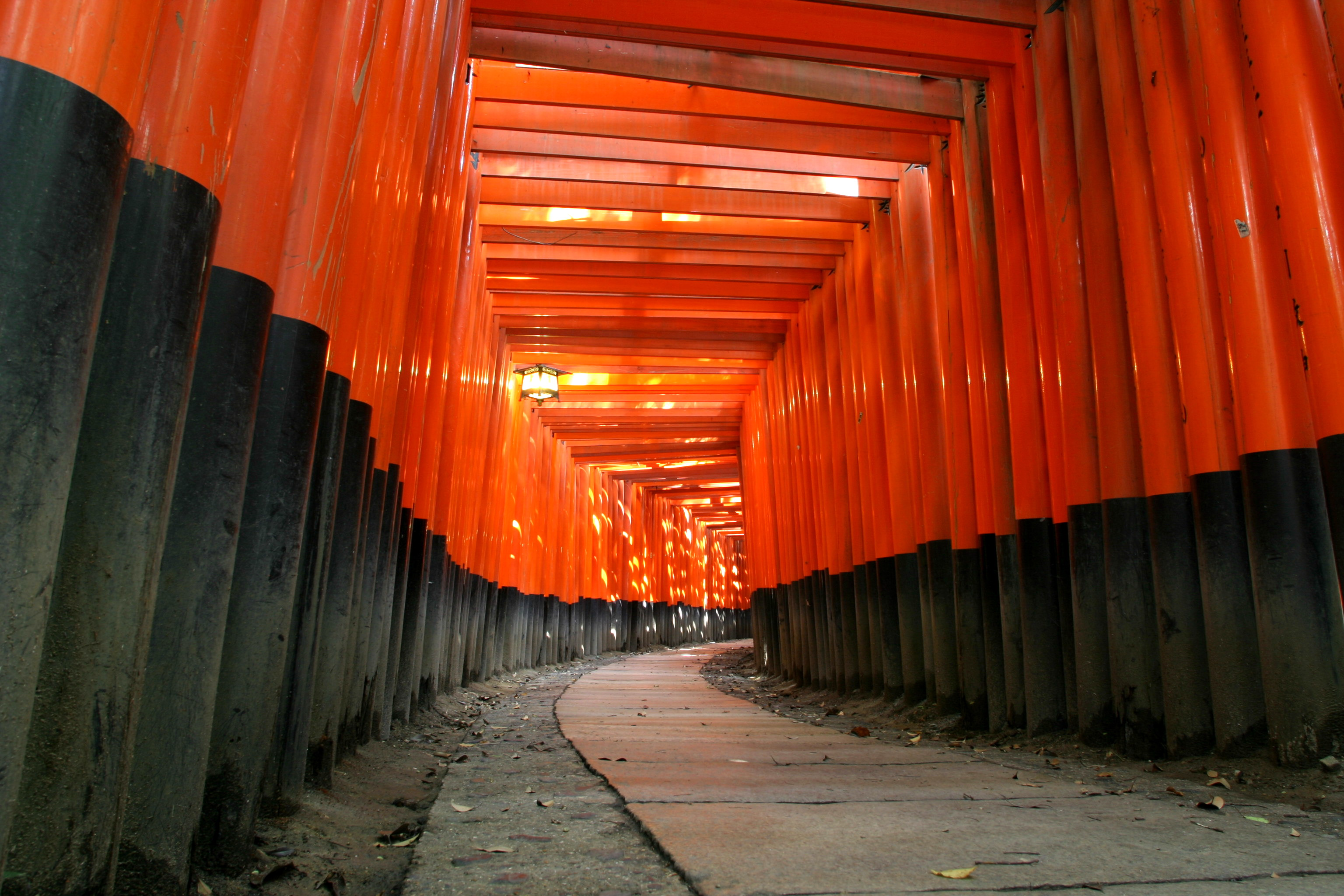
Torii w Fushimi Inari-taisha w Kioto

Kioto jest położone w środkowo-zachodniej części wyspy Honsiu. Założono je w widłach utworzonych przez rzeki: Kamo i Katsura. Ze względu na wznoszące się wokół miasta góry, Kioto słynie z parnych letnich nocy, z całkowicie nieruchomym powietrzem.
Na przestrzeni wieków miasto znacznie się rozrosło, wychodząc poza pierwotny prostokąt Heian-kyō, przede wszystkim na drugi brzeg rzeki Kamo. Kamo stała się dość rzadkim w Japonii przypadkiem rzeki ujętej bulwarem i nabrzeżnym parkiem, rzeki włączonej do przestrzeni miasta.
Rozległy kompleks parkowy nowego pałacu, Kyōto Gyoen, prostokąt o bokach 1,3 na 0,7 km, znajduje się dzisiaj na północnych krańcach śródmieścia. Zachodnim skrajem kompleksu biegnie główna południkowa ulica śródmieścia – Karasuma-dōri, która na jego południowym krańcu przebiega obok głównego dworca kolejowego. Najważniejszą przecznicą jest obecnie Shijō-dōri („Czwarta ulica”). Przy niej, w okolicach skrzyżowania z Kawara-machi grupują się najważniejsze sklepy i domy towarowe Kioto. Miejsce to, wraz z dzielnicą położoną za mostem Shijō-ōhashi po wschodniej stronie rzeki Kamo, jest również centrum życia nocnego. Główna dzielnica biurowa znajduje się w okolicach dworca na południu i w centrum miasta.
Inna przecznica alei Karasuma – Sanjō-dōri („Trzecia ulica”) – tradycyjnie główna ulica śródmieścia, zachowała pierwotną szerokość i wiele elementów zabudowy z okresów: Meiji i Taishō. Znajduje się przy niej interesujące Muzeum Kultury Kioto (Kyōto Bunka Hakubutsu-kan). Projekty poszerzenia ulicy nie zostały zrealizowane, ale mizernie ona dziś wygląda w porównaniu z nieodległą, szeroką arterią Oike-dōri, przy której ulokował się m.in. ratusz miejski (Kyōto shi-yakusho).
Specyficznym miejscem są okolice chramu sintoistycznego Heian Jingū z 1895 położonego na wschodnim brzegu rzeki, mającego przypominać Pałac Cesarski dawnego Kioto. Przekształciły się one w skupisko muzeów sztuki, wyróżniające się wielką skalą zabudowy. Po drugiej stronie miasta kompleks świątyni Myōshin-ji stanowi oryginalny konglomerat wielkich drewnianych budowli, otoczonych setką małych.

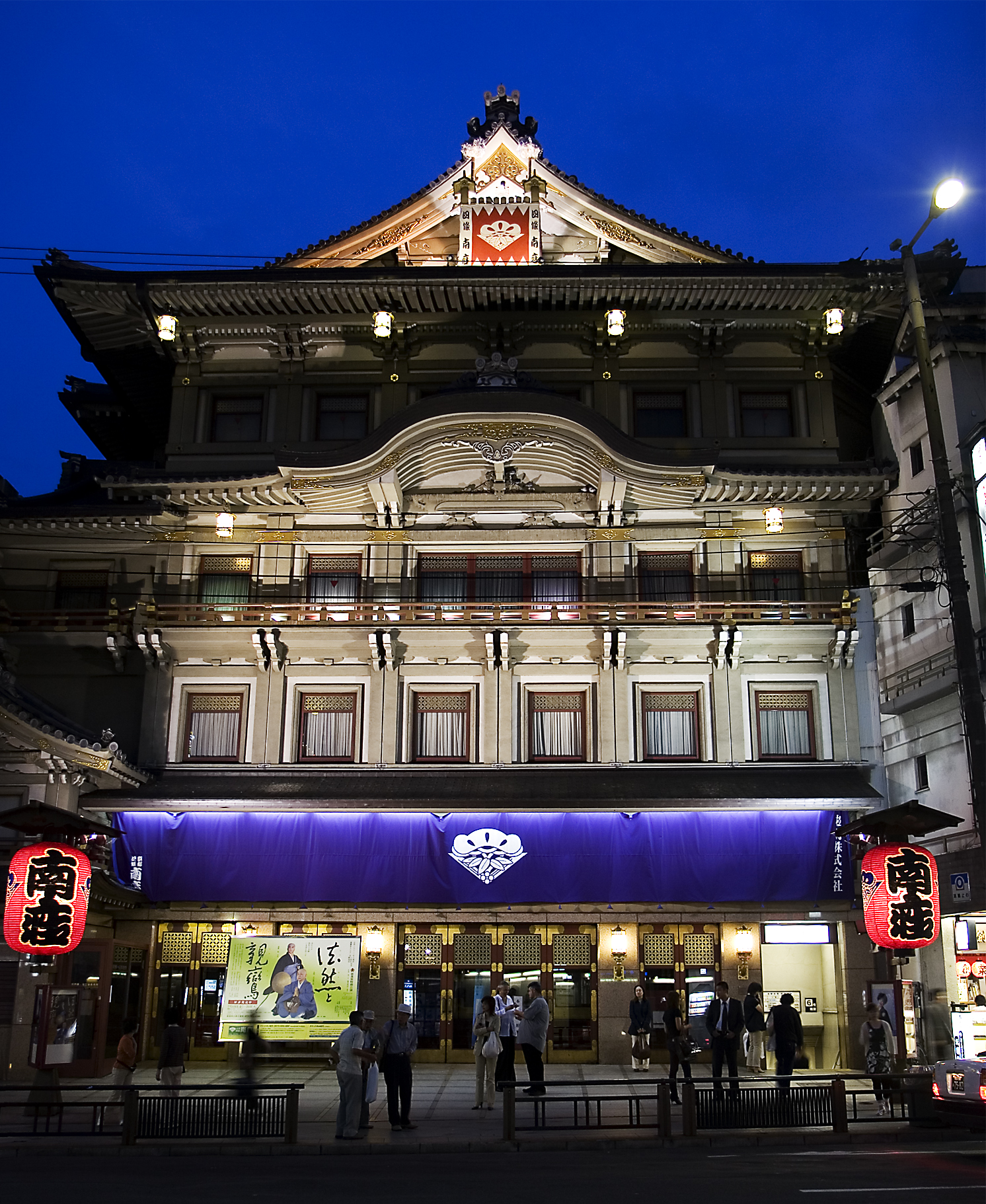
Teatr Minamiza

Na terenie historycznych dzielnic, za nowszą zabudową głównych ulic, w głębi kwartałów zachowały się tysiące drewnianych domów, willi w ogrodach otoczonych murami, małych świątyń. Otaczające najstarszą część miasta obszary nie posiadają już regularnej siatki ulic. Charakterystyczny dla Kioto jest fakt, że wiele ulic ma nazwy (w Japonii ulic się nie nazywa).
Kioto jest osłonięte z trzech stron przez góry, nazywane Higashiyama, Kitayama i Nishiyama, o wysokości dochodzącej do 1000 m n.p.m. Na stokach wzgórz oraz u ich podnóży położonych jest wiele rezydencji i świątyń: Kiyomizu-dera, Nanzen-ji, Ginkaku-ji, Ryōan-ji, Kinkaku-ji, Ninna-ji. Dalsze, zachodnie przedmieście Kioto, Arashiyama, znane jest jako centrum buddyzmu zen, wykształcone wokół Tenryū-ji. W jeszcze dalszych okolicach, na szczytach wzgórz, ulokowało się szereg klasztorów, takich jak: Enryaku-ji, Kurama-dera, Kōzan-ji.
Kioto znajduje się nad dużą, naturalną warstwą wodonośną, zasilającą miejskie studnie. W wyniku postępującej urbanizacji zmniejsza się ilość wody deszczowej spływającej do wód podziemnych, co powoduje coraz szybsze wysychanie studni na tym obszarze.
Jest pięć dzielnic gejsz: Hanamachi (dosł. „dzielnica kwiatów”), Gion Kōbu, Ponto-chō (wzdłuż Kiyamachi-dōri na zachodnim brzegu rzeki Kamo), Miyagawa-chō (za teatrem Minamiza), Kamishichiken (na wschód od chramu Kitano Tenman-gū), Gion Higashi.

Symbol Kioto

### Klimat
| Miesiąc                          | Sty  | Lut | Mar   | Kwi   | Maj   | Cze   | Lip   | Sie   | Wrz   | Paź | Lis  | Gru  | Roczna |
| -------------------------------- | ---- | --- | ----- | ----- | ----- | ----- | ----- | ----- | ----- | --- | ---- | ---- | ------ |
| Średnie temperatury w dzień [°C] | 8    | 9   | 12    | 19    | 23    | 27    | 31    | 32    | 28    | 22  | 16   | 11   | 19     |
| Średnie temperatury w nocy [°C]  | -1   | 0   | 1     | 7     | 11    | 16    | 21    | 22    | 18    | 11  | 5    | 0    | 9      |
| Opady [mm]                       | 55.9 | 66  | 109.2 | 149.9 | 144.8 | 233.7 | 203.2 | 147.3 | 200.7 | 127 | 81.3 | 53.3 | 1569,7 |
| Źródło: Weatherbase 31.01.2010   |      |     |       |       |       |       |       |       |       |     |      |      |        |

## Dzielnice miasta

Obszar metropolitalny Kioto

Kioto dzieli się na 11 dzielnic:
- Fushimi
- Higashiyama
- Kamigyō
- Kita
- Minami
- Nakagyō
- Nishikyō
- Sakyō
- Shimogyō
- Ukyō
- Yamashina

## Gospodarka
| Rok  | USD    |
| ---- | ------ |
| 1975 | 5324   |
| 1980 | 9523   |
| 1985 | 13 870 |
| 1990 | 19 438 |
| 1995 | 22 738 |
| 2000 | 26 978 |
| 2005 | 32 189 |
| 2010 | 36 306 |
| 2014 | 40 794 |

Podstawą ekonomii Kioto są różne formy turystyki. Znajdujące się w mieście zabytki są nieustannym celem wycieczek szkolnych z całej Japonii. Kioto jest również często odwiedzane przez zagranicznych turystów.
Na przemysł składają się głównie niewielkie zakłady, w większości prowadzone przez artystów i rzemieślników produkujących tradycyjne wyroby japońskie. Szczególnym uznaniem cieszą się producenci kimon z Kioto, dzięki którym miasto pozostaje centrum produkcji kimon. Tego typu przemysł traci na znaczeniu ze względu na stagnację obserwowaną w ostatnich latach w sprzedaży tradycyjnych wyrobów.
Jedynym mającym znaczenie nowoczesnym przemysłem w Kioto jest elektronika. W mieście znajdują się centrale znaczących firm, między innymi Nintendo, OMRON, Kyocera (Kyoto Ceramic) i Murata Machinery. W Kioto znajduje się również siedziba międzynarodowej firmy Wacoal. Jednakże wzrost w dziedzinie high-tech nie kompensuje w całości spadku w tradycyjnych dziedzinach działalności. Całkowity wynik Kioto zmniejsza się w porównaniu z innymi miastami w Japonii.

## Kultura

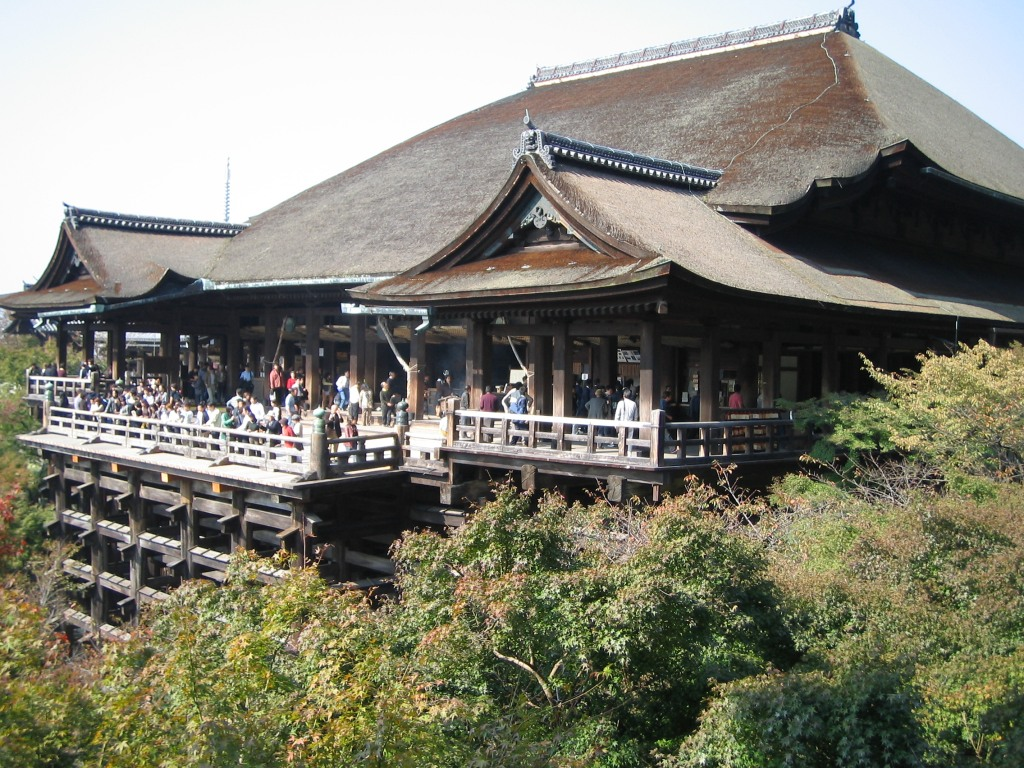
Kiyomizu-dera

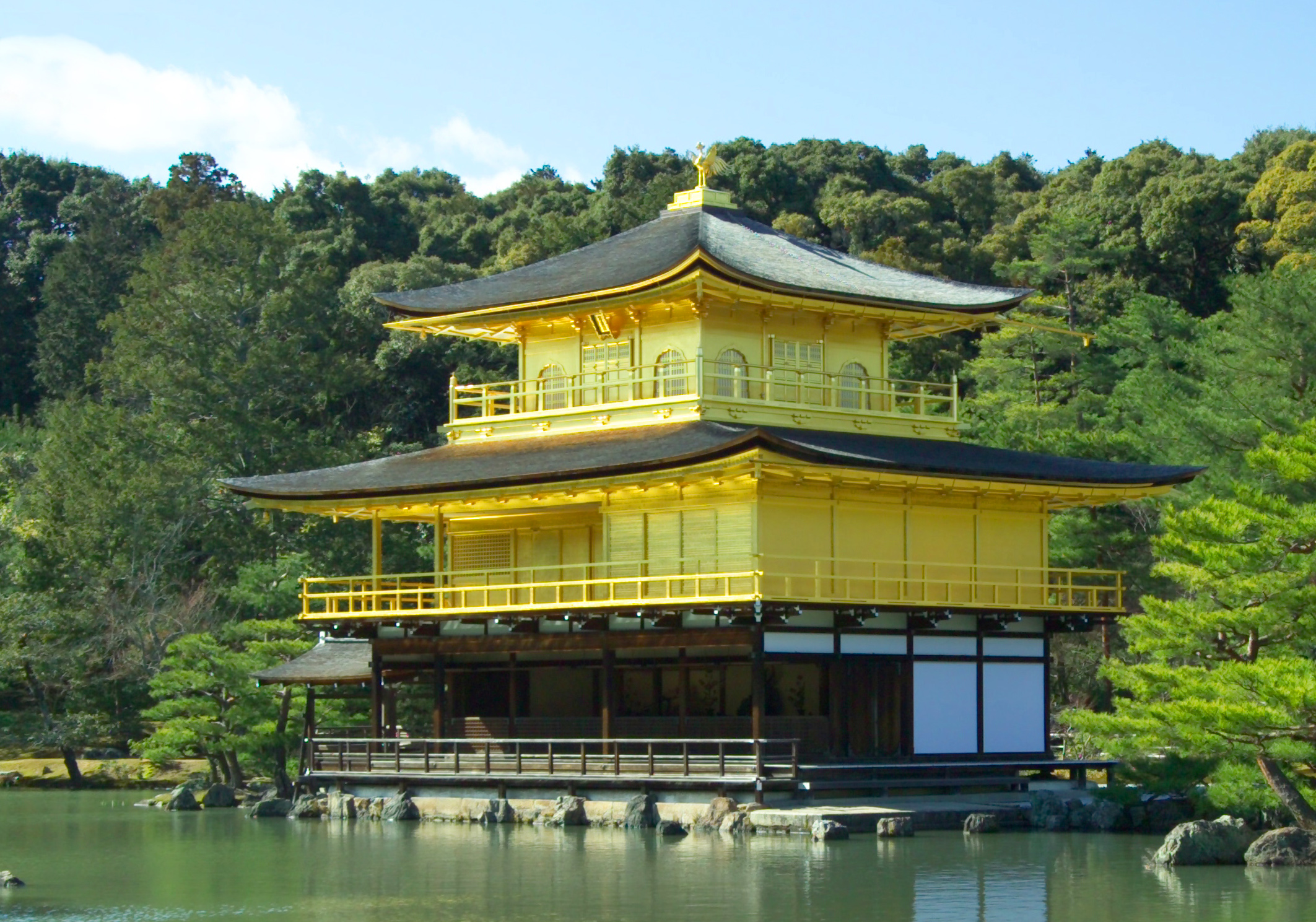
Kinkaku-ji

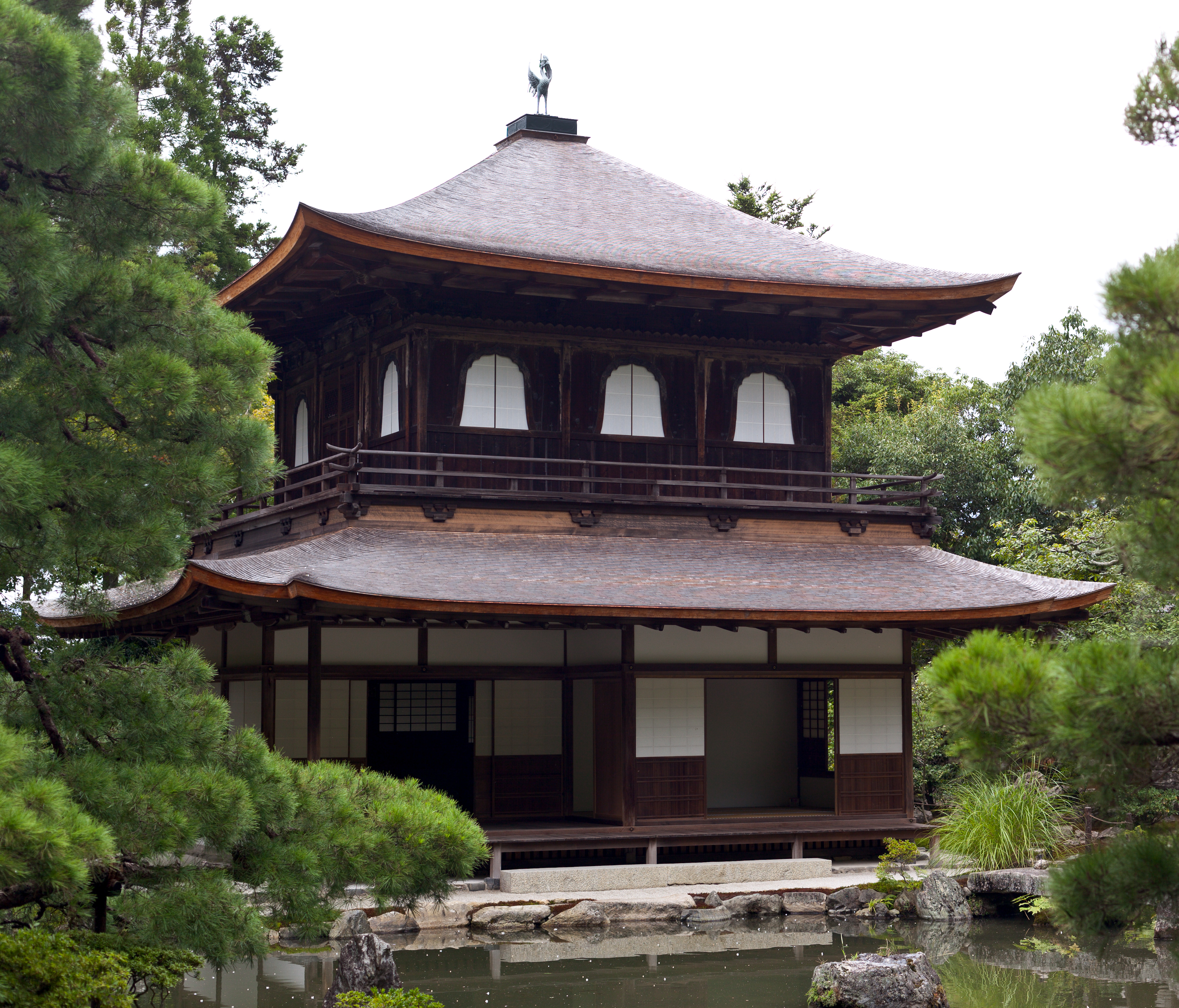
Ginkaku-ji

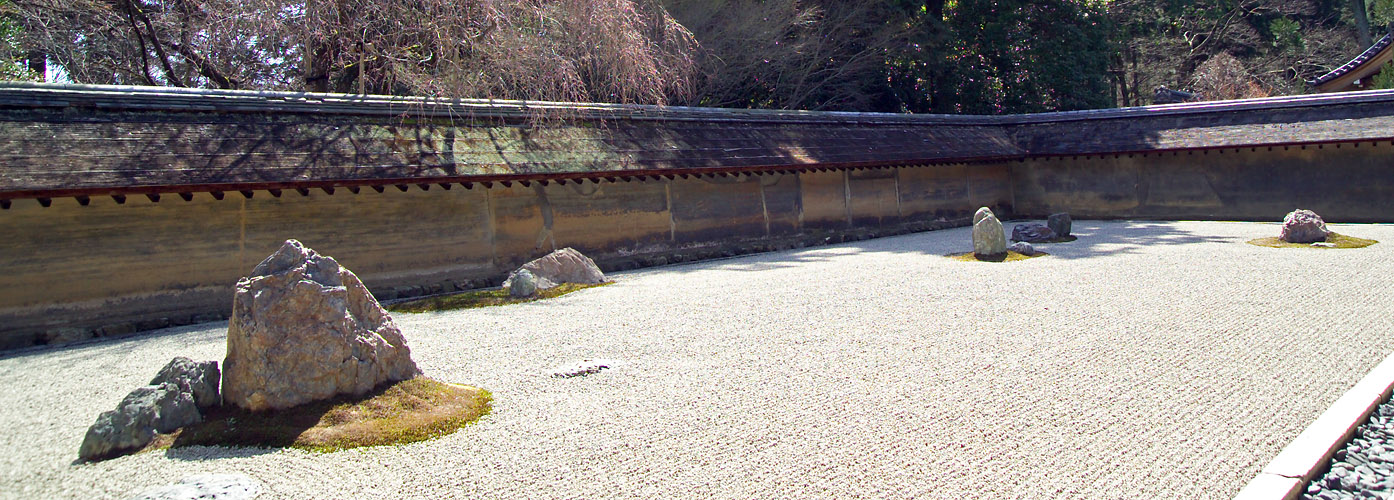
Skalny ogród w Ryōan-ji

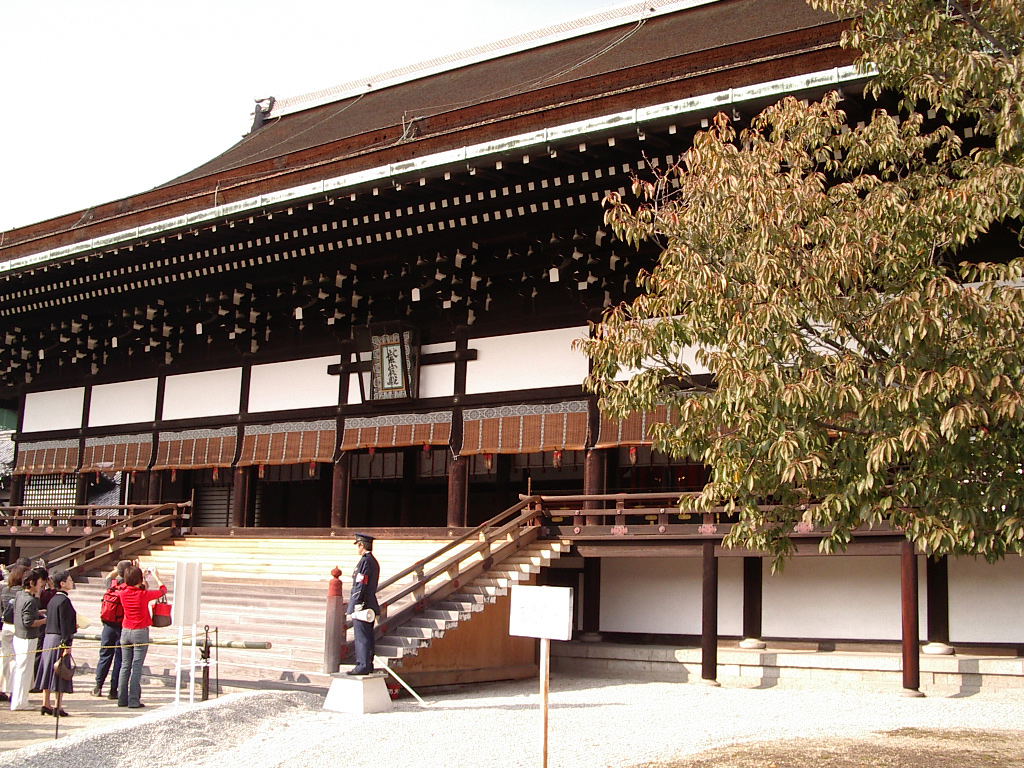
Główny budynek Pałacu Cesarskiego w Kyōto

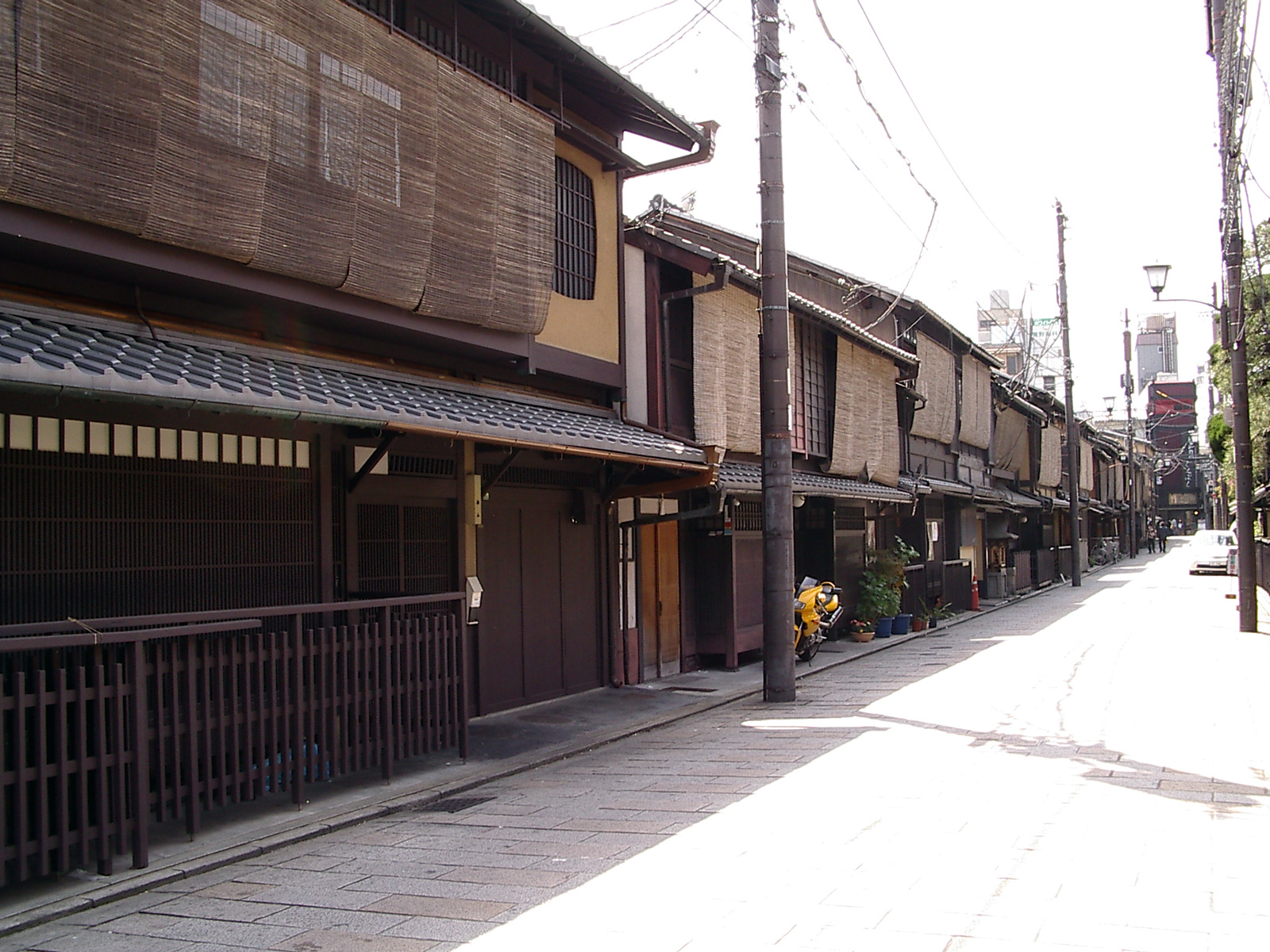
Gion – dzielnica gejsz

Kioto jest uważane za kulturalne centrum Japonii. Przynajmniej do XVIII w. miasto promieniowało na cały kraj twórczością artystyczną, kształtowaną w kręgu dworu cesarskiego. Apogeum jej rozwoju przypadło na tzw. okres Azuchi-Momoyama (1573–1603). Narodziły się wówczas nowe formy malarstwa (ścienne i parawanowe), reprezentowane przez indywidualności artystyczne takie jak: Tōhaku Hasegawa (1539–1610) oraz Eitoku Kanō (1543–1590) i Tan’yū Kanō (1602–1674) – obaj wyrośli z artystycznego rodu Kanō. Mistrzem tworzenia ogrodów i ceremonii picia herbaty był wówczas Enshū Kobori (1559–1647). Również we wczesnej epoce Edo miasto pozostawało ośrodkiem wysublimowanej kultury. Świadczy o tym mecenat Kōetsu Hon’amiego (1558–1637), kaligrafa i malarza, który w swej posiadłości Takagamina na północno-zachodnich przedmieściach Kioto stworzył kolonię artystów. Patronował on m.in. innemu znanemu malarzowi epoki, Sōtatsu (zm. 1643).
W czasie bombardowań podczas II wojny światowej Kioto zostało oszczędzone, dzięki czemu jest jednym z najlepiej zachowanych miast w Japonii. W mieście znajduje się 1600 świątyń buddyjskich, 400 chramów shintō, pałace, ogrody i oryginalna architektura. W rejonie Kioto znajduje się wiele z najsłynniejszych japońskich zabytków, między innymi:
- Kiyomizu-dera – wspaniała drewniana świątynia na zboczu góry
- Kinkaku-ji – Złoty Pawilon
- Ginkaku-ji – Srebrny Pawilon
- Heian-jingū – chram shintō ku czci rodziny cesarskiej (zbudowany w 1895)
- Ryōan-ji – świątynia ze słynnym skalnym ogrodem
- Shunkō-in
- Pałac Cesarski w Kioto
- Cesarska Willa Katsura – jeden z najważniejszych zabytków japońskiej architektury
- Cesarska Willa Shugaku-in – jeden z najpiękniejszych ogrodów japońskich
- Sanjūsangen-dō – świątynia z 1001 rzeźb Tysiącrękiej Kannon

Inne warte polecenia miejsca w okolicach Kioto to Arashiyama i znajdujące się tam malownicze jezioro, dzielnice rozrywki: Gion Kōbu, Ponto-chō, Kamishichiken, Gion Higashi, Miyagawa-chō, Ścieżka Filozofa, oraz kanały wzdłuż niektórych starszych ulic. Nietypowym zabytkiem jest położony koło świątyni Toyokuni Jinja kopiec o nazwie Mimizuka, w którym pochowano 38 tys. nosów Koreańczyków (wojennych trofeów samurajów).
„Historyczne Zabytki Starożytnego Kioto” są wymienione na Liście Światowego Dziedzictwa UNESCO. Na liście znajdują się chramy Kamo (Kamigamo-jinja i Shimogamo-jinja), Tō-ji (Kyō-ō-Gokoku-ji), Kiyomizu-dera, Daigo-ji, Ninna-ji, Saihō-ji (Kokedera), Tenryū-ji, Rokuon-ji (Kinkaku-ji), Jishō-ji (Ginkaku-ji), Ryōan-ji, Nishi Hongan-ji, Kōzan-ji, zamek Nijō-jō oraz miejsca poza miastem.

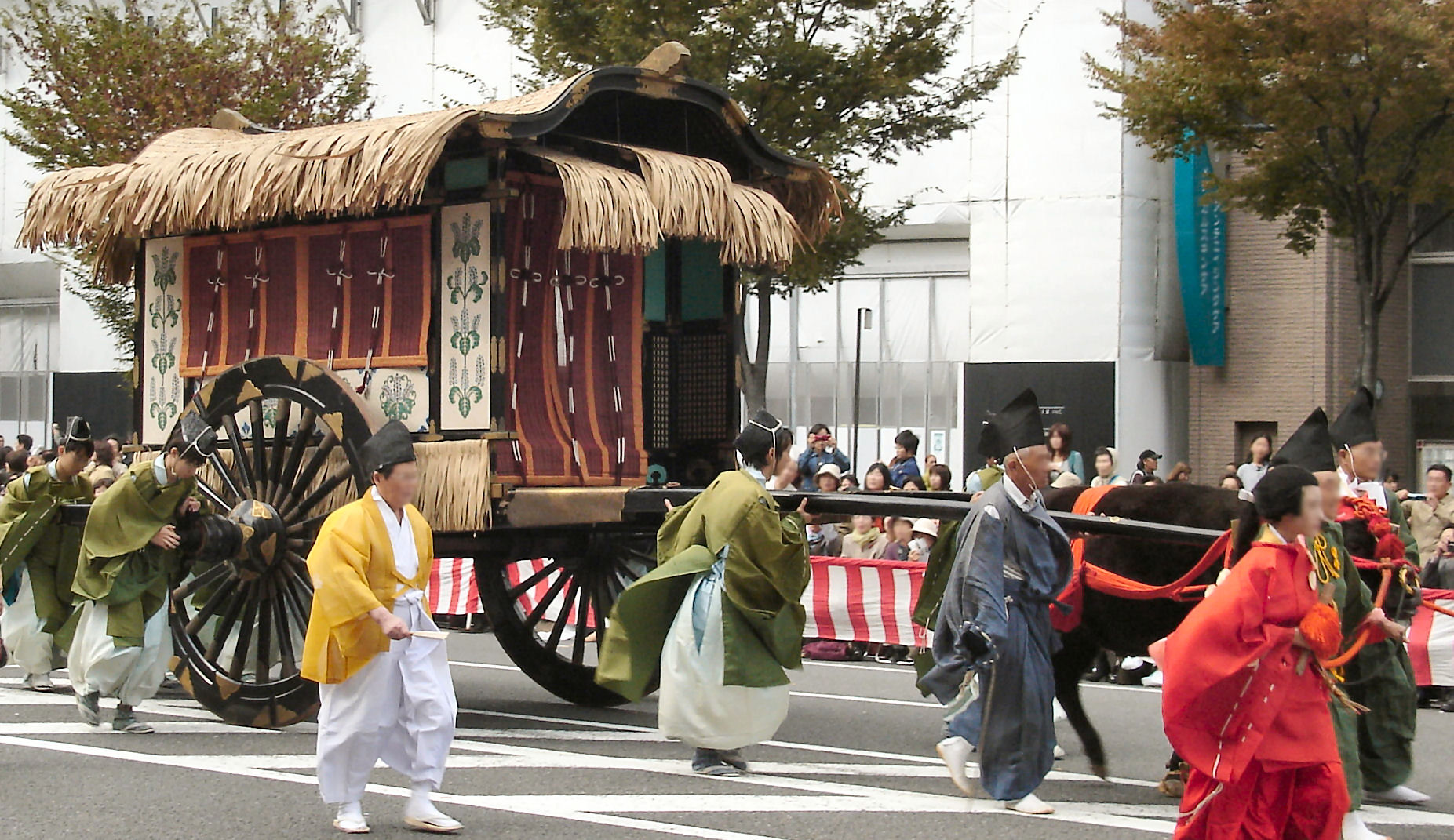
Jidai Matsuri

W Kioto odbywa się wiele festiwali, z których najbardziej znane są cztery:
- Aoi Matsuri – 15 maja
- Gion Matsuri – czerwiec – lipiec, punktem kulminacyjnym jest parada 17 lipca
- Gozan Okuribi – 16 sierpnia
- Jidai Matsuri – 22 października

Co roku w dniach od 15 do 25 kwietnia w dzielnicy gejsz zwanej Kamishichiken odbywa się Kitano Odori – przedstawienie teatralno – taneczne w wykonaniu gejsz (geiko) i młodych adeptek tej sztuki (maiko).

## Oświata
Kioto jest siedzibą 37 instytucji szkolnictwa wyższego, dzięki czemu jest jednym z czołowych centrów edukacyjnych kraju. Trzy największe i najlepiej znane tutejsze uniwersytety to: Kiotyjski, Doshisha i Ritsumeikan. Pierwszy z nich jest uważany za jeden z najlepszych w Japonii. Studiowało na nim kilku laureatów Nagrody Nobla, na przykład Hideki Yukawa.
Miasto posiada unikatową sieć szkół wyższych, zwaną Konsorcjum Uniwersytetów w Kioto, która składa się z 3 narodowych, 5 publicznych i 41 prywatnych uczelni. Swój udział w nim ma także miasto i 4 organizacje.

## Transport

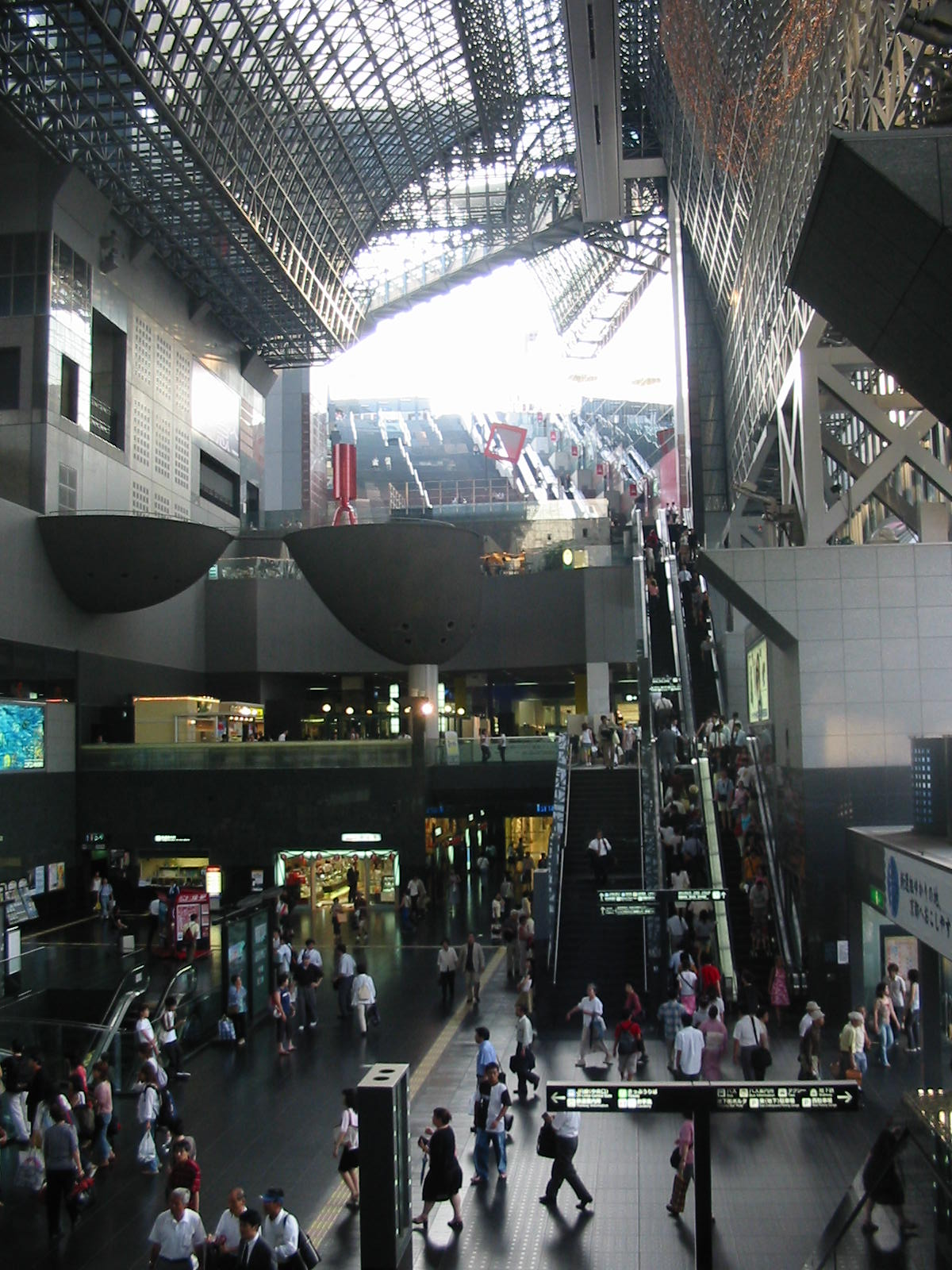
Dworzec Kyōto (JR)

Połączenia zewnętrzne. Przez Kioto przebiega magistrala kolejowa JR Tōkaidō-Honsen oraz linia superekspresów Tōkaidō Shinkansen, które obsługuje wspólny dworzec Kyōto. Na dworcu tym spotykają się ponadto pociągi innych linii dochodzących do miasta: JR San’in-sen, JR Biwako-sen oraz JR Nara-sen. Wszystkie linie JR należą do West Japan Railway Company (JR West), z wyjątkiem linii Shinkansen, eksploatowanej przez JR Tōkai (JR Central).
Przez południowe przedmieścia przebiega autostrada Meishin. Kioto nie ma własnego portu lotniczego, korzysta przede wszystkim z nowego lotniska Kansai, a ostatnio także z nowego lotniska pod Nagoją.
Połączenia międzymiastowe z Osaką realizowane są w sektorze transportu publicznego przede wszystkim przez dwie linie kolei prywatnych Keihan Honsen oraz Hankyū Kyōto-sen, przebiegające w tunelach na terenie śródmieścia. Powiązania z Narą realizuje trzecia kolej prywatna Kinki Nippon linią Kyōto-sen, dochodzącą do dworca Kyōto (a dokładnie do Kintetsu Kyōto-eki pod peronami Shinkansen). Połączenia z Ōtsu zapewnia linia Keihan-Keishin-sen. Istotną rolę w ruchu aglomeracyjnym odgrywa też sieć kolei JR.
Połączenia wewnętrzne. Mimo że miasto nie ma rozbudowanego systemu dróg szybkiego ruchu, struktura modalna ewoluowała w latach 80. w kierunku coraz większego udziału samochodu. W 1990 roku 26,5% podróży odbywało się samochodem, a 21,6% transportem publicznym (z tego 14,7% SKM – najniższy udział w miastach Keihanshin, a 6,9% autobusem). W 2010 roku 24,3% podróży odbywało się samochodem, a 25,1% transportem publicznym. Rower miał największy udział spośród miast Keihanshin – 27,5%, pieszo przemieszczało się 22,9% osób. Sieć SKM składa się z wymienionych linii kolei prywatnych oraz dwóch linii metra miejskiego: Karasuma-sen (przebieg południkowy) i Tōzai-sen (przebieg równoleżnikowy). Pierwsza linia prowadzi również pociągi Kintetsu do Nary, druga pociągi Keihan Keishin-sen. Ponadto w Kioto funkcjonuje rozbudowany system autobusów miejskich. Osobliwością są dwie zachowane kolejki „lekkie”, Eizan Dentetsu – prowadząca na północ skrajem wzgórz do kompleksu świątyń na Kurama-yama (przy jej stacjach końcowych funkcjonują dwa funikulary) oraz Keifuku, przypomnienie kiotańskiej sieci tramwajowej, prowadząca do dzielnicy Arashiyama.

## Miasta partnerskie
- Stany Zjednoczone: Boston (1959)
- Francja: Paryż (1958)
- Niemcy: Kolonia (1963)
- Włochy: Florencja (1965)
- Ukraina: Kijów (1971)
- Chińska Republika Ludowa: Xi’an (1974)
- Meksyk: Guadalajara (1980)
- Chorwacja: Zagrzeb (1981)
- Czechy: Praga (1996)
- Korea Południowa: Jinju (1999)

Źródło: Sister Cities. City of Kyoto. [dostęp 2017-11-04]. (ang.).